# Casa al carrer Sant Antoni, 15 (Pineda de Mar)
Casa al carrer Sant Antoni, 15 és una obra de Pineda de Mar (Maresme) inclosa a l'Inventari del Patrimoni Arquitectònic de Catalunya.

## Descripció
Casa de carrer al centre històric de la vila. Per l'estil clàssic de les finestres superiors i la disposició i forma de les dovelles del portal rodó, aquesta casa degué ser construïda a mitjans del segle xviii. La casa és de dos cossos de diferents èpoques. La finestra de la planta baixa correspon a èpoques més recents. Entre 1972 i 1973 s'han fet obres de restauració i consolidació.